# Vânzătorul de păsări
Vânzătorul de păsări (titlul original: în germană Der Vogelhändler) este o operetă în trei acte de Carl Zeller,
al cărui libret a fost scris de Moritz West și Ludwig Held. Premiera: 10 ianuarie 1891, la „Theater an der Wien“ în Viena.

## Personajele operetei
- Adam, un vânzător de păsări din Tirol (tenor buff)
- Baronul Weps, maestru de vânătoare (bariton)
- contele Stanislaus, nepotul său (tenor)
- prințesa Marie, cântăreață (soprană)
- Adelaide, doamnă din suita prințesei (actriță)
- Cristina, poștăriță  (subretă)
- Schneck, primarul satului din Tirol (bariton)
- Jeta, soția lui (actriță)
- Emerenz, fiica sa (actriță)
- von Scharrnagel, șambelan (actor)
- profesorul Dolcini (tenor)
- profesorul Amorati (bariton)
- Frau Nebel, hangița (actriță)
- Quendel, lacheu (actor)
- tirolezi, locuitori din Pfalz

## Melodiile operetei
1. Introducere: Hurrah Nur her.... (Schneck, Weps, cor)
2. Lied: Grüß euch Gott alle miteinander (Adam, cor)
3. Duet: Als die Welt voll Rosen hing (Stanislaus, Weps)
4. Fröhlich Pfalz Gott erhalts (prințesa, Adelaide, cor)
5. Lied: Sunt poștărița Cristinel (Ich bin die Christel von der Post) (Cristina)
6. Terțet: Ach ihre Reputation (Cristina, Stansislaus, Weps)
7. Finala I: Vivat! Hoch! Hurra! - Schenkt man sich Rosen in Tirol - Adam, Adam - B'hüt dich Gott (toți)
8. Introducere la actul II: Haben Sie gehört? - Man munkelt (Weps, cor)
9. Duet: Noi suntem profesori... (Ich bin der Prodekan) (Dolcini, Amorati)
10. Terțet: Bescheiden mit verschämten Wangen - Nur Contenance, nur Patience (Cristina, Adelaide)
11. Duet: Mir scheint ich kenn dich spröde Fee - Schau mir nur recht ins Gesicht (Stanislaus, Cristina)
12. Finala II: Wir spiel'n bei Hof gar heut - Când sărmanul tatăl meu (Wie mein Ahnl zwanzig Jahr) - Juhuhuhui was Lustig's jetzt (toți)
13. Intrmezzo (orchestra)
14. Lied: Als geblüht der Kirschenbaum (prințesa)
15. Couplet (de multe ori se omite la spectacole)
16. Terțet: Kämpfe nie mit Frau'n (Cristina, Stanislaus, Adam)
17. Finala III: B'hüt em Gott, alle miteinander - Ja man kann sich leicht blamieren (toți)

## Beletristică
- Titus Moisescu și Miltiade Păun, Ghid de operetă, Editura Muzicală a Uniunii Compozitorilor, București, 1969, pag. 337
- Heinrich Zelton, Eduard Wolff, Operette und Musical. Seehamer Verlag, Frankfurt/Main 1995, ISBN 3-929626-47-0, pag. 70